# Dasyses
Dasyses is een geslacht van vlinders van de familie echte motten (Tineidae), uit de onderfamilie Hapsiferinae.

## Soorten
- D. archipis Gozmány, 1967
- D. centralis Gozmány, 1967
- D. colorata Gozmány, 1967
- D. dinoptera Gozmány, 1967
- D. hogasi Capuse, 1971
- D. incrustata (Meyrick, 1930)
- D. langenieri Guillermet, 2009
- D. nigerica Gozmány, 1968
- D. obliterata Gozmány, 1968
- D. rugosella (Stainton, 1859)
- D. thanatis Gozmány, 1967